# 悉達·阿南德
悉達·拉傑·阿南德（英語：Siddharth Raj Anand，？—），印度男導演、製片人及編劇，主要在寶萊塢工作。他以常為雅什·拉吉影片公司拍片而聞名，如《日月相祝》（2005年）、《飛車載卿情》（2007年）、《愛情你我他》（2008年），以及YRF間諜宇宙電影《寶萊塢雙雄之戰》（2019年）與《帕坦》（2023年）；票房表現多數成功。

## 家族及個人生活
悉達·阿南德的父親是警匪動作片《義警神威》（1988年）的製片人比圖·阿南德（Siddharth Raj Anand），而該片的編劇則是悉達·阿南德的祖父因德爾·拉吉·阿南德。
阿南德的妻子名為瑪姆塔·巴蒂亞（Mamta Bhatia），育有一子——蘭威爾（Ranveer）。2021年，夫妻持有並經營著一家名為馬夫利克斯影業（Marflix Pictures）的製片公司，製作的首部作品為阿南德執導的《凌雲戰士》（2024年）。

## 作品列表

### 電影
| 年份 | 片名                   | 導演 | 編劇 | 製片人     | 附註 |
| ---- | ---------------------- | ---- | ---- | ---------- | ---- |
| 2004 | 《我和你》             | 否   | 是   | 執行製片人 |      |
| 2005 | 《日月相祝》           | 是   | 是   | 否         |      |
| 2007 | 《飛車載卿情》         | 是   | 故事 | 否         |      |
| 2008 | 《愛情你我他》         | 是   | 否   | 否         |      |
| 2010 | 《還願之旅》           | 是   | 是   | 否         |      |
| 2014 | 《寶萊塢之大帥出任務》 | 是   | 否   | 否         |      |
| 2019 | 《寶萊塢雙雄之戰》     | 是   | 是   | 否         |      |
| 2023 | 《帕坦》               | 是   | 故事 | 否         |      |
| 2024 | 《凌雲戰士》           | 是   | 故事 | 是         |      |
| 2025 | 《珠寶大盜：神偷出馬》 | 否   | 否   | 是         |      |
| TBA  | 《國王》（King）           | 是   | 是   | 是         |      |

助理導演
- 《酸酸甜甜（英语：Kuch Khatti Kuch Meethi）》（2001）
- 《願意做我的朋友嗎（英语：Mujhse Dosti Karoge!）》（2002）
- 《我和你（英语：Hum Tum (film)）》（2004）

### 電視
| 年份 | 節目名   | 編劇 | 製片人 | 附註 |
| ---- | -------- | ---- | ------ | ---- |
| 2020 | 《血肉》 | 故事 | 是     | 8集  |

## 外部連結
- 悉達·阿南德在互联网电影资料库（IMDb）上的資料（英文）